# Kushtrim Lushtaku
Kushtrim Lushtaku (ur. 8 października 1989 w Srbicy) – kosowski i niemiecki piłkarz oraz trener. W latach 2008–2010 należał do kosowskiej reprezentacji U-21, a w 2014 roku do reprezentacji Kosowa.